# Іссі
Іссі (яп. イッシー, за Гепб. Isshī) — криптид, який нібито мешкає в озері Ікеда на острові Кюсю (Японія), поблизу міста Ібусукі. За свідченнями очевидців, істота має довжину 10-20 метрів і шкіру чорного кольору. Ім'я «Іссі» загадкова тварина отримала за аналогією з «Нессі», знаменитим Лох-Неським чудовиськом. Попри наявність фотографій і відео, на яких нібито зображено Іссі, вартих довіри доказів існування цієї тварини немає.

## Історія спостережень
Історії про «бога-дракона» або «господаря озера», що мешкає в Ікеді, відомі здавна. Існує навіть міф про те, ніби Іссі була кобилою, яка після того, як в неї викрали лоша, з горя кинулася в озеро, перетворилася на чудовисько і відтоді часто спливає на поверхню в пошуках своєї втраченої дитини.
Повідомлення про невідому істоту в озері Ікеда час від часу з'являлися і в XX сторіччі, але значну увагу викликав випадок 3 вересня 1978, коли свідками її появи стали близько 20 людей, що знаходилися у будинку поблизу. Діти, граючись біля озера, помітили два чорні горби у воді та покликали дорослих. Власник будинку Ютака Кавадзі намагався наблизитися до істоти на моторному човні, але вона занурилася. Згідно з повідомленнями очевидців, «горби» мали довжину близько 5 метрів кожен, височили над водою приблизно на пів метра і з великою швидкістю рухалися поперек озера. Погода була безвітряною, хвиль на озері не спостерігалося. За словами Кавадзі, після цього він бачив цю істоту ще двічі.
16 грудня того ж року Тосіякі Мацухара з міста Каґосіма помітив раптове виникнення посеред озера раптове виникнення виру, що рухався в північному напрямку. Протягом п'яти хвилин Мацухара спостерігав за цим явищем через 50-кратний телескоп, після чого вир зник. Продовжуючи розглядати озеро, чоловік помітив у воді невідомий об'єкт і сфотографував його. Коли департамент туризму міста Ібусукі запропонував винагороду в 100 000 єн (670 доларів за тодішнім курсом) тому, кому вдасться зробити фотографію Іссі, Мацухара надав світлину на розгляд. Попри те, що через якість фотографії важко сказати, що на ній зображено, вона настільки вразила представників департаменту туризму, що Мацухара отримав винагороду. Крім того, після публікації фотографії, з Тосіякі Мацухарою зв'язався Ютака Кавадзі й повідомив, що це саме та істота, яку він бачив у вересні, і що ця подія відбулася як раз недалеко від того місця, де зроблено фото.
Широке обговорення викликав випадок 4 січня 1991 року, коли родина з міста Фукуока, що проїздила повз озеро, помітила невідомий об'єкт у воді й зафільмувала його на домашню відеокамеру. Відеозапис було показано на Nippon TV у програмі, присвяченій криптидам. Довжину об'єкта на відео оцінено в приблизно 30 футів (близько 9,1 метра), хоча що це таке і чи є це живою істотою, не зрозуміло.

## Теорії
Припущення щодо того, ніби Іссі являє з собою плезіозавра, сумнівні: озеро Ікеда утворилося лише 5500 років тому та розташоване далеко від океану і вище рівня моря, тому малоймовірно, що гіпотетичний плезіозавр міг потрапити сюди з океану.
Найбільш поширене пояснення стверджує, що за чудовисько приймають мадагаскарських річних вугрів, яких вирощують в озері. Слід зазначити, що це не пояснює розмірів істоти, про які стверджують очевидці: вугрі досягають розмірів близько 2 м, а найбільший, якого бачили в озері Ікеда — 1,7 м. До того ж вугрі ведуть нічний спосіб життя, а взимку впадають у сплячку, Іссі ж спостерігали й вдень, і взимку.
Інші гіпотези припускають, що насправді Іссі — це тіні великих зграй риб (зокрема, товстолобиків, що також акліматизовані до озера).

## У мистецтві
- Біля озера встановлено дві статуї Іссі. Скульптури зображують цю істоту схожою на плезіозавра або «Лох-Несське чудовисько»[6].
- В японському фільмі «Ґодзілла, Мотра, Кінг Гідора: Атака всіх монстрів» 2001 року гігантський монстр Мотра з'являється саме з озера Ікеда, що є даниною легендам про Іссі.